# 肖凯 (校长)
肖凯（1973年11月—），湖北武汉人，中共党员。擁有华中师范大学本科学位、武汉大学硕士学位以及武汉大学法学博士学位。曾任上海市浦东新区人民检察院副检察长、上海市人民检察院金融检察处处长、上海金融法院副院长。2023年任上海市虹口区人民法院党组书记、院长。2025年6月出任华东政法大学党委副书记、校长。